# Clyde Park
Clyde Park è una città degli Stati Uniti d'America situata nel Montana, nella Contea di Park.